# Grokken
Grokken (uit het Engels: to grok) is een werkwoord dat ruwweg "volledig begrijpen" betekent of, meer formeel, "intuïtief begrijpen". 
Het begrip is geïntroduceerd door sciencefictionschrijver Robert Heinlein  in zijn boek Stranger in a Strange Land. Het is daar een onderdeel van de fictieve Marstaal en wordt bij Engelstaligen geïntroduceerd door een man die door Marsbewoners is opgevoed. In de Marstaal betekent het letterlijk "drinken", maar het wordt in een veel bredere context gebruikt. Een personage uit het boek definieert het als:
"Grok betekent iets zo volledig begrijpen dat de waarnemer deel wordt van het waargenomene; samenvoegen, mengen, je identiteit verliezen in een groepservaring. Het betekent bijna alles wat we bedoelen met religie, filosofie, en wetenschap — en omdat we van Aarde komen is het voor ons even onbelangrijk als kleuren voor een blinde."
In de bredere betekenis die hierboven wordt genoemd, veroverde het woord een plek binnen de straattaal in de tegencultuur, onder meer bij hippies. In de jaren zeventig was I grok Spock onder trekkies een populaire slogan op T-shirts en stickers, vaak met een plaatje erbij van Mr. Spock die de Vulcan-groet brengt.
Grokken wordt als jargon gebruikt door sciencefictionfans, geeks en sommige heidenen; in het bijzonder zij die behoren tot de Church of All Worlds, maar het wordt ook door anderen onderschreven en gebruikt. Het was het favoriete werkwoord van Douglas Engelbart.